# مارتن فن دولم
مارتن فن دولم (انگلیسی: Maarten van Dulm; ۴ اوت ۱۸۷۹ – ۲۵ آوریل ۱۹۴۹) ورزشکار شمشیربازی اهل پادشاهی هلند بود.
وی همچنین برندهٔ جوایزی همچون لژیون دونور (فرمانده) شده‌است.
وی در مسابقات کشوری و بین‌المللی در مجموع برندهٔ ۱ مدال برنز شده‌است.